# IPad Pro (5e génération)
L' iPad Pro de 5e génération, aussi connu sous le nom d' iPad Pro M1, est une gamme de tablettes iPad développées et commercialisées par Apple Inc. Ils sont annoncés le 20 avril 2021, disponibles en 11 pouces (27,94 cm) et 12,9 pouces (32,77 cm), les mêmes dimensions que leur prédécesseur, l'iPad Pro (4e génération). Les précommandes ont commencé le 30 avril 2021 et le produit est sorti dans le monde entier le 21 mai 2021,. Il est disponible en deux couleurs : argent et gris sidéral.
Les améliorations importantes par rapport à la génération précédente comprennent le nouveau processeur Apple M1, l'ajout de support 5G pour les modèles cellulaires, la prise en charge du Thunderbolt 3 et USB 4, et pour le modèle de 12,9 pouces, un nouvel écran mini LED Liquid Retina XDR. Le modèle de 11 pouces en est à sa troisième génération.

## Histoire
La communauté technologique était divisée sur la question de savoir si Apple utiliserait la puce M1 ou une puce A14X hypothétique pour son iPad Pro de cinquième génération. Après qu'Apple annonce qu'elle utiliserait le M1, des spéculations émergent selon lesquelles il pourrait exécuter macOS. La disponibilité générale de l'iPad est temporairement limitée par une pénurie de puces en cours en 2020 et 2021.

## Nouveautés
Malgré des différences mineures de poids et d'épaisseur dues aux mises à jour matérielles, cet iPad est pratiquement identique à son prédécesseur. Le poids du modèle de 12,9 pouces est passé de 641 grammes à 682 grammes, tandis que celui du modèle de 11 pouces est tombé de 471 grammes a 466 grammes. Il est compatible avec la deuxième génération d'Apple Pencil et le Magic Keyboard; Apple a conçu une variante révisée du Magic Keyboard pour le modèle de 12,9 pouces en raison de son changement d'épaisseur.
L'iPad Pro utilise 100 % d'aluminium recyclé et s'approvisionne à partir d'au moins 98 % d'éléments de terres rares recyclés. Il est exempt de toute substance nocive, comme le définit la « spécification des substances réglementées par Apple » exclusive à Apple.

## Caractéristiques

### Matériel
L'iPad Pro de cinquième génération utilise un SoC Apple M1, qui est le premier iPad à utiliser un processeur de série M (présent sur les premiers ordinateurs de bureau et portables Mac sortis fin 2020) plutôt qu'un processeur de série A. Le M1 dispose d'un processeur à huit cœurs dans une configuration hybride avec quatre cœurs hautes performances et quatre cœurs haute efficacité, un GPU à huit cœurs et un Neural Engine à 16 cœurs. Le modèle cellulaire prend en charge mmWave 5G et permet des vitesses allant jusqu'à 4 Gbit/s dans des conditions idéales. Les options de stockage interne incluent 128 Go, 256 Go, 512 Go, 1 To et 2 To. Les versions 128, 256 et 512 Go incluent 8 Go de RAM, tandis que les versions 1 et 2 To bénéficient de 16 Go de RAM.
La 5e génération d'iPad Pro prend en charge le Thunderbolt 3 et USB 4 avec son port USB -C. Ce dernier peut transférer des données jusqu'à 40 gigabits par seconde et peut être utilisé pour connecter des écrans externes tels que le Pro Display XDR. Le modèle de 11 pouces dispose d'un écran Liquid Retina avec une luminosité de pointe à 600 nits, qui est le même que le modèle de 11 pouces des générations 3e et 4e. Le modèle de 12,9 pouces, en contraste, dispose d'un mini écran LED HDR appelé écran XDR Liquid Retina  construit avec un rapport de contraste de 1,000,000:1, une luminosité d'écran complète de 1 000 nits et une luminosité maximale de 1 600 nits (HDR). Les deux modèles prennent en charge True Tone, ProMotion, une vitesse de mise à jour variable de 120 Hz et une gamme de couleurs larges P3.
Il prend en charge un système de double caméra à l'arrière. En plus d'un appareil photo grand angle de 12 MP avec une ouverture de ƒ/1,8, il dispose d'un appareil photo ultra grand angle de 10 MP avec une ouverture de ƒ/2,4 et un champ de vision de 125º. Un flash True Tone plus lumineux est également inclus. Il est doté d'une caméra frontale ultra-large de 12 MP à 122º de champ qui active la technologie « Center Stage » d'Apple, qui localise les positions des utilisateurs et suit automatiquement la vue de la caméra en conséquence, pour les centrer en perspective. Les caméras grand angle peuvent enregistrer des vidéos jusqu'à 4K et 60 images par seconde. Ils disposent tous de Smart HDR 3, la même technologie HDR présente dans la série iPhone 12 . Il comprend les mêmes capteurs que leurs prédécesseurs : Face ID, lidar, gyroscope à trois axes, accéléromètre, baromètre et un capteur de lumière ambiante.

### Accessoires
En plus de l' Apple Pencil de deuxième génération, du Smart Keyboard Folio et du Magic Keyboard, l'iPad Pro de cinquième génération prend en charge les accessoires externes tiers tels que les contrôleurs de jeu (les contrôleurs PlayStation de Sony et Xbox de Microsoft ).
Il peut également être utilisé avec de nombreux autres périphériques qui le transforment en un ordinateur polyvalent, comme une large gamme d'accessoires USB-C, notamment des adaptateurs USB-C.

## Retours client
L'iPad Pro de cinquième génération a reçu des réponses mitigées de la part des critiques. Certains critiques déclarent que son processeur suralimenté était limité par iPadOS et le manque d'applications professionnelles macOS,, tandis que d'autres critiquent le placement de son système de caméra. The Verge critique le manque de support multi-utilisateur comme sur le Mac, mais salue son écran Mini-LED et ses caméras.

## Chronologie
| Frise des modèles d'iPad |
| ------------------------ |
|                          |

Source : Archives de la Newsroom Apple.